# Gran Premi de la Comunitat Valenciana de motociclisme
El Gran Premi de la Comunitat Valenciana de motociclisme és un esdeveniment esportiu que es disputa anualment al Circuit Ricardo Tormo, dins del calendari del Campionat del món de motociclisme. És la quarta cita d'aquesta competició que se celebra a l'Estat espanyol, junt al Gran Premi de Catalunya, el Gran Premi d'Aragó i el Gran Premi d'Espanya.
La temporada del 2024, a causa de les inundacions provocades per la gota freda de 2024 al País Valencià, el Gran Premi es va cancel·lar. Dorna i la FIM van decidir aleshores de traslladar l'esdeveniment al Circuit de Barcelona-Catalunya i anomenar-lo per a l'ocasió Gran Premi de la Solidaritat, sota el lema Racing for Valencia 'corrent per València'.
A 25 d'abril de 2025

## Noms oficials i patrocinadors
- 1999: Gran Premi MoviStar de la Comunitat Valenciana[6]
- 2000–2004: Gran Premi Marlboro de la Comunitat Valenciana[7]
- 2005: Gran Premi betandwin.com de la Comunitat Valenciana[8]
- 2006–2007: Gran Premi bwin.com de la Comunitat Valenciana[9]
- 2008: Gran Premi Parts Europe de la Comunitat Valenciana[10]
- 2009–2014: Gran Premi Generali de la Comunitat Valenciana[11]
- 2015–2023, 2025: Gran Premi Motul de la Comunitat Valenciana[12]

## Guanyadors múltiples

### Pilots
| # Victòries | Pilot             | Victòries | Victòries              |
| # Victòries | Pilot             | Categoria | Anys                   |
| ----------- | ----------------- | --------- | ---------------------- |
| 7           | Dani Pedrosa      | MotoGP    | 2007, 2009, 2012, 2017 |
| 7           | Dani Pedrosa      | 250cc     | 2004, 2005             |
| 7           | Dani Pedrosa      | 125cc     | 2002                   |
| 4           | Jorge Lorenzo     | MotoGP    | 2010, 2013, 2015, 2016 |
| 3           | Casey Stoner      | MotoGP    | 2008, 2011             |
| 3           | Casey Stoner      | 125cc     | 2003                   |
| 3           | Marc Márquez      | MotoGP    | 2014, 2019             |
| 3           | Marc Márquez      | Moto2     | 2012                   |
| 3           | Miguel Oliveira   | Moto2     | 2017, 2018             |
| 3           | Miguel Oliveira   | Moto3     | 2015                   |
| 2           | Marco Melandri    | MotoGP    | 2005                   |
| 2           | Marco Melandri    | 250cc     | 2002                   |
| 2           | Valentino Rossi   | MotoGP    | 2003, 2004             |
| 2           | Héctor Barberá    | 250cc     | 2009                   |
| 2           | Héctor Barberá    | 125cc     | 2004                   |
| 2           | Héctor Faubel     | 125cc     | 2006, 2007             |
| 2           | Maverick Viñales  | Moto3     | 2013                   |
| 2           | Maverick Viñales  | 125cc     | 2011                   |
| 2           | Mika Kallio       | 250cc     | 2007                   |
| 2           | Mika Kallio       | 125cc     | 2005                   |
| 2           | Brad Binder       | Moto2     | 2019                   |
| 2           | Brad Binder       | Moto3     | 2016                   |
| 2           | Jorge Martín      | Moto2     | 2020                   |
| 2           | Jorge Martín      | Moto3     | 2017                   |
| 2           | Francesco Bagnaia | MotoGP    | 2021, 2023             |

### Constructors
| # Victòries | Constructor | Victòries | Victòries                                                  |
| # Victòries | Constructor | Categoria | Anys                                                       |
| ----------- | ----------- | --------- | ---------------------------------------------------------- |
| 19          | Honda       | MotoGP    | 2002, 2003, 2005, 2007, 2009, 2011, 2012, 2014, 2017, 2019 |
| 19          | Honda       | 250cc     | 1999, 2001, 2004, 2005                                     |
| 19          | Honda       | Moto3     | 2017, 2019, 2020, 2021                                     |
| 19          | Honda       | 125cc     | 2002                                                       |
| 14          | Aprilia     | 250cc     | 2002, 2003, 2006, 2009                                     |
| 14          | Aprilia     | 125cc     | 1999, 2000, 2003, 2004, 2006, 2007, 2008, 2008, 2010, 2011 |
| 11          | KTM         | Moto2     | 2017, 2018, 2019                                           |
| 11          | KTM         | 250cc     | 2007                                                       |
| 11          | KTM         | Moto3     | 2012, 2013, 2014, 2015, 2016, 2018                         |
| 11          | KTM         | 125cc     | 2005                                                       |
| 9           | Yamaha      | MotoGP    | 2004, 2010, 2013, 2015, 2016, 2020                         |
| 9           | Yamaha      | 500cc     | 1999, 2000                                                 |
| 9           | Yamaha      | 250cc     | 2000                                                       |
| 5           | Kalex       | Moto2     | 2015, 2016, 2020, 2021, 2022                               |
| 5           | Ducati      | MotoGP    | 2006, 2008, 2018, 2021, 2023                               |
| 3           | Suter       | Moto2     | 2012, 2013, 2014                                           |
| 2           | Gilera      | 250cc     | 2008                                                       |
| 2           | Gilera      | 125cc     | 2001                                                       |
| 2           | Suzuki      | MotoGP    | 2022                                                       |
| 2           | Suzuki      | 500cc     | 2001                                                       |

## Guanyadors per any
| Any  | Circuit  | Moto3                                                        | Moto2                                                        | MotoGP                                                       | Detalls                                                      |
| ---- | -------- | ------------------------------------------------------------ | ------------------------------------------------------------ | ------------------------------------------------------------ | ------------------------------------------------------------ |
| 2024 | València | Cancel·lat a causa de la gota freda de 2024 al País Valencià | Cancel·lat a causa de la gota freda de 2024 al País Valencià | Cancel·lat a causa de la gota freda de 2024 al País Valencià | Cancel·lat a causa de la gota freda de 2024 al País Valencià |
| 2023 | València | Ayumu Sasaki                                                 | Fermín Aldeguer                                              | Francesco Bagnaia                                            | Detalls                                                      |
| 2022 | València | Izan Guevara                                                 | Pedro Acosta                                                 | Àlex Rins                                                    | Detalls                                                      |
| 2021 | València | Xavier Artigas                                               | Raúl Fernández                                               | Francesco Bagnaia                                            | Detalls                                                      |

| Any  | Circuit  | MotoE                  | MotoE                  | Moto3         | Moto2        | MotoGP            | Detalls |
| Any  | Circuit  | Cursa 1                | Cursa 2                | Moto3         | Moto2        | MotoGP            | Detalls |
| ---- | -------- | ---------------------- | ---------------------- | ------------- | ------------ | ----------------- | ------- |
| 2020 | València | Cancel·lada (COVID-19) | Cancel·lada (COVID-19) | Tony Arbolino | Jorge Martín | Franco Morbidelli | Detalls |
| 2019 | València | Eric Granado           | Eric Granado           | Sergio García | Brad Binder  | Marc Márquez      | Detalls |

| Any  | Circuit  | Moto3              | Moto2            | MotoGP           | Detalls |
| ---- | -------- | ------------------ | ---------------- | ---------------- | ------- |
| 2018 | València | Can Öncü           | Miguel Oliveira  | Andrea Dovizioso | Detalls |
| 2017 | València | Jorge Martín       | Miguel Oliveira  | Dani Pedrosa     | Detalls |
| 2016 | València | Brad Binder        | Johann Zarco     | Jorge Lorenzo    | Detalls |
| 2015 | València | Miguel Oliveira    | Tito Rabat       | Jorge Lorenzo    | Detalls |
| 2014 | València | Jack Miller        | Thomas Lüthi     | Marc Márquez     | Detalls |
| 2013 | València | Maverick Viñales   | Nico Terol       | Jorge Lorenzo    | Detalls |
| 2012 | València | Danny Kent         | Marc Márquez     | Dani Pedrosa     | Detalls |
|      |          | 125cc              | Moto2            | MotoGP           |         |
| 2011 | València | Maverick Viñales   | Michele Pirro    | Casey Stoner     | Detalls |
| 2010 | València | Bradley Smith      | Karel Abraham    | Jorge Lorenzo    | Detalls |
|      |          | 125cc              | 250cc            | MotoGP           |         |
| 2009 | València | Julián Simón       | Hèctor Barberà   | Dani Pedrosa     | Detalls |
| 2008 | València | Simone Corsi       | Marco Simoncelli | Casey Stoner     | Detalls |
| 2007 | València | Héctor Faubel      | Mika Kallio      | Dani Pedrosa     | Detalls |
| 2006 | València | Héctor Faubel      | Alex de Angelis  | Troy Bayliss     | Detalls |
| 2005 | València | Mika Kallio        | Dani Pedrosa     | Marco Melandri   | Detalls |
| 2004 | València | Héctor Barberá     | Dani Pedrosa     | Valentino Rossi  | Detalls |
| 2003 | València | Casey Stoner       | Randy de Puniet  | Valentino Rossi  | Detalls |
| 2002 | València | Dani Pedrosa       | Marco Melandri   | Alex Barros      | Detalls |
|      |          | 125cc              | 250cc            | 500cc            |         |
| 2001 | València | Manuel Poggiali    | Daijiro Kato     | Sete Gibernau    | Detalls |
| 2000 | València | Roberto Locatelli  | Shinya Nakano    | Garry McCoy      | Detalls |
| 1999 | València | Gianluigi Scalvini | Tohru Ukawa      | Régis Laconi     | Detalls |